# 2002 AA29
2002 AA29は、2002年1月にリンカーン研究所のサーベイ (LINEAR) によって発見された地球近傍小惑星の一つ。この小惑星は地球とほとんど同じ周期で公転しながら、95年ごとに地球に接近する馬蹄型の軌道をたどる。また600年ごとに軌道が地球と重なり、一時的に準衛星となる。直径は60m程度と計測されている。
2003年1月8日、ここ一世紀ほどで最も地球に近づき、590万kmの距離まで迫った。
プリンストン大学のリチャード・ゴットとエドワード・ベルブルーノは、この小惑星は原始地球とテイアが衝突したジャイアント・インパクトの際にできたのではないかと考えている。
この軌道のために、この小惑星から探査機でサンプルを採集して地球に持ち帰り、分析を行うのは比較的簡単であると思われる。